# Matt Letscher
Pour les articles homonymes, voir Letscher.
Matthew Letscher dit Matt Letscher (né le 26 juin 1970 à Grosse Pointe, dans le Michigan) est un acteur et réalisateur américain. Il est connu pour son rôle du capitaine Harrison Love dans Le Masque de Zorro, celui du colonel Adelbert Ames dans Gods and Generals, et plus récemment pour celui d'Eobard Thawne dans les séries The Flash et DC: Legends of Tomorrow.

## Biographie
Matthew Letscher est né à Grosse Pointe (Michigan), son frère cadet est l'acteur Brian Letscher. Matthew Letscher a étudié à l'université du Michigan à Ann Arbor, où il était membre de la fraternité Sigma Nu. Il est marié et a deux enfants

## Carrière
Letscher eut son premier travail d'acteur professionnel avec un rôle dans The Tropic Pickle de Jeff Daniels, pendant la deuxième saison de Purple Rose Theatre Company à Chelsea, Michigan. Letscher impressionna assez Daniels pour que le vétéran arrange une rencontre pour Letscher avec Ron Maxwell, le directeur de Gettysburg. Après être apparu dans de petits rôles, Letscher suivit le conseil de Jeff Daniels et déménagea à Los Angeles. Il trouva rapidement des rôles secondaires à la télévision.
En 1995, Letscher est engagé comme scénariste dans la sitcom Almost Perfect de Nancy Travis, qui ne dura pas plus d'une saison. Il apparaîtra ensuite dans un rôle récurrent dans Living in Captivity en 1998. La même année, il joue dans le film Le Masque de Zorro dans le rôle du Capitaine Harrison Love. Il retrouve Daniels dans Gods and Generals (préquel de Gettysburg). Letscher retourne également au Purple Rose Theater dans la première mondiale de Rain Dance de Landford Wilson.

## Écriture
En juin 2007, le Purple Rose Theatre Company de Jeff Daniels à Chelsea, Michigan, lance la première mondiale de Sea of Fools de Letscher. Jeff Daniels prévoyait à l'origine de diriger la pièce mais changea d'avis, cédant sa place à Letscher.
En 2009, sa pièce Gaps in the Fossil Record est joué au Pacific Resident Theater.
En 2010, il co-écrit (avec Nipper Knapp et Andrew Newberg) et joue dans la comédie Gentrification, qui gagne le prix du meilleur scénario à la « Comedy Central New York Television Festival ».

## Filmographie

### Cinéma
- 1993 : Gettysburg
- 1994 : Long Shadows : Nathan
- 1994 : Not This Part of the World
- 1995 : Prehysteria! 3 : Needlemeyer
- 1995 : Stolen Innocence : Eddie
- 1996 : Power 98 : Eddie (Voix)
- 1997 : Lovelife : Danny
- 1998 : Le Masque de Zorro : Capitaine Harrison Love
- 2000 : The Beach Boys: An American Family (en) : Mike Love
- 2000 : John John in the Sky : John Clairborne
- 2001 : When Billie Beat Bobby : Larry King
- 2001 : Madison de William Bindley : Owen
- 2002 : Super Sucker : Howard Butterworth
- 2002 : King of Texas : Emmett Westover
- 2003 : Gods and Generals : Colonel Adelbert Ames
- 2003 : Identity : Greg
- 2004 : Straight-Jacket : Guy Stone
- 2005 : Heart of the Beholder : Mike Howard
- 2007 : Tabou(s) : Gil Hines
- 2010 : Radio Free Albemuth : Mr. Brady
- 2010 : Amish Grace : Gideon Graber
- 2013 : Les Trois Crimes de West Memphis : Paul Ford
- 2013 : Her : Charles
- 2014 : Teacher of the Year : Mitch Carter
- 2016 : 13 Hours (13 Hours: The Secret Soldiers of Benghazi) de Michael Bay : l'ambassadeur des États-Unis en Libye, J. Christopher Stevens
- 2019 : Countdown de Justin Dec : Charlie Harris

### Télévision
- 1993 : Saved by the Bell: The College Years : Rick
- 1994 : Silk Stalkings : Harley Eastlake
- 1994 : Docteur Quinn, femme médecin : Tom Jennings
- 1994 : The Larry Sanders Show : Daniel Palmer
- 1994 : Ellen : Steve Morgan
- 1995 : Vanishing Son, Épisode Holy Ghosts
- 1995 : The Watcher
- 1995 : Silk Stalkings : Jeff Chadwick
- 1995-1997 : Almost Perfect : Rob Paley
- 1996 : Townies : Bill
- 1998 : Living in Captivity : Will Marek
- 1999 : New York Police Blues : Witness
- 1999 : Love, American Style : Ned
- 2001 : Jackie, Ethel, Joan: The Women of Camelot : Ted Kennedy
- 2002 : Providence : Kevin Norris
- 2002-2003 : Good Morning, Miami : Gavin Stone
- 2004-2005 : Joey : Eric Garrett
- 2005 : Esprits criminels : Vincent Shyer
- 2006-2007 : Old Christine : Burton Schaefer
- 2006 : À la Maison-Blanche : Peter Blake, procureur du district de Columbia
- 2006 : Saved : Robbie Cole
- 2006 : Justice : Will Bechtel
- 2007 : Boston Legal : A.D.A Adam Mersel
- 2007 : Les Experts : Miami : Dr Mike Lasker
- 2008-2009 : Eli Stone : Nathan Stone
- 2009-2010 : Brothers & Sisters : Alec Tyler
- 2009 : Entourage : Dan Coakley
- 2009 : Medium : Dr Erik Westphal
- 2010 : Drop Dead Diva : A.J. Fowler
- 2011 : The Good Wife : Adam Boras
- 2011 : Pound Puppies : Hunky man, vendeur de ticket, Ref
- 2012 : Bent : Ben
- 2012-2013 : Scandal : Billy Chambers
- 2013–2014 : The Carrie Diaries : Tom Bradshaw
- 2014 : Castle : Henry Jenkins
- 2015 - 2023 : The Flash : Eobard Thawne/Reverse-Flash
- 2016 - 2017 et 2022 : DC: Legends of Tomorrow : Eobard Thawne/Reverse-Flash
- 2018 : "Narcos Mexico" :Jaime Kuykendall

### Web
- 2009 : The Hustler : le Père (Épisode Piñata Hustler)

### Jeux vidéo
- 2010 : BioShock 2 : Voix – Minerva's Den

## Théâtre
| Année     | Pièce                | Rôle                  | Théâtre/Compagnie                                                                  |
| --------- | -------------------- | --------------------- | ---------------------------------------------------------------------------------- |
| 1992      | The Tropical Pickle  | Birmingham            | Purple Rose Theatre (régional)                                                     |
| 1993      | The Seagull          |                       | Fountain Theater (régional)                                                        |
| 1995      | The Sisters          | David Turzin          | Fountain Theater (regional)                                                        |
| 1997–1998 | Proposals            | Ray                   | Broadhurst Theatre (Broadway)                                                      |
| 1999      | Absolution           | David                 | Los Angeles Court Theater (régional)                                               |
| 2000      | Love's Labour's Lost | Berowne               | Old Globe Theater (régional)                                                       |
| 2000      | Tonight at 8:30      | Toby Cartwright       | Pacific Resident Theater (régional)                                                |
| 2001      | Rain Dance           | Hank                  | Purple Rose Theatre (régional)                                                     |
| 2002      | On Approval          | George                | Pacific Resident Theater (régional)                                                |
| 2004–2005 | The Rivals           | Captain Jack Absolute | Lincoln Center (Broadway)                                                          |
| 2006      | Double Double        | Duncan                | Williamson Theater Festival (régional)                                             |
| 2006      | Ridiculous Fraud     | Kap                   | South Coast Repatory (régional)                                                    |
| 2007      | Anatol               | Anatol                | Pacific Resident Theater (régional), Los Angeles Drama Desk Award-Lead Performance |
| 2008      | What We Have         | Jonas                 | South Coast Repatory (régional)                                                    |
| 2010      | In a Garden          | Hacket                | South Coast Repertory (régional)                                                   |
| 2010      | The Language Archive | George                | Roundabout Theater Company (Off-Broadway)                                          |

| Année | Pièce                     | Théâtre/Compagnie                   |
| ----- | ------------------------- | ----------------------------------- |
| 2007  | Sea of Fools              | Purple Rose Theater (régional)      |
| 2009  | Gaps in the Fossil Record | Pacific Resident Theatre (régional) |